# Tom Baker
Tom Baker (født 20. januar 1934 i Liverpool som Thomas Steward Baker) er en engelsk skuespiller, der blev nomineret til to Golden Globes i 1972. Han har blandt andet været med i Nicholas and Alexandra (1971), Doctor Who (1972), Sindbads gyldne rejse (1973) og The Magic Roundabout (2005).

## Filmografi
| År   | Titel                             | Rolle                | Noter                                    |
| ---- | --------------------------------- | -------------------- | ---------------------------------------- |
| 1967 | The Winter's Tale                 |                      |                                          |
| 1971 | Nicholas and Alexandra            | Rasputin             |                                          |
| 1972 | The Canterbury Tales              | Jenkin               |                                          |
| 1973 | Cari Genitori                     | Karl                 |                                          |
| 1973 | The Vault of Horror               | Moore                |                                          |
| 1973 | Luther                            | Pave Leo 10.         | Optræder ikke i alle versioner af filmen |
| 1973 | Frankenstein: The True Story      | Sea captain          |                                          |
| 1973 | The Golden Voyage of Sinbad       | Koura                |                                          |
| 1974 | The Mutations                     | Lynch                |                                          |
| 1980 | The Curse of King Tut's Tomb      | Hasan                |                                          |
| 1984 | The Passionate Pilgrim            | Sir Tom              | Kortfilm                                 |
| 1984 | The Zany Adventures of Robin Hood | Sir Guy de Gisbourne |                                          |
| 1998 | Backtime                          | Sarge                |                                          |
| 2000 | Dungeons & Dragons                | Halvarth             |                                          |
| 2005 | The Magic Roundabout              | Zeebad               | Stemme                                   |
| 2010 | The Genie in the Bottle           | Narrator             | Kortfilm                                 |